# Готарз II
Готарз II — царь Парфии, правил (с перерывами) в 38 — 51 годах. Из династии Аршакидов. Правил разделяя власть с царём Варданом I, а после его убийства в 47/48 году единолично. Хотя Тацит и Иосиф Флавий называют Готарза II братом Вардана I и, соответственно, сыном Артабана III, может оказаться, что этот царь вообще не был Аршакидом. Сохранилась собственная надпись Готарза II, в который он называет себя сыном некого человека по имени Гев.

## Правление

### Противостояние с Варданом I
После смерти Артабана III и череды внутренних смут братья только спустя год смогли окончательно прийти к власти и править единовременно, разделяя царство между собой, что не устроило ни одного из них, ни парфянскую знать, а также не отвечало интересам Парфии. Вспыхнувшая вражда привела к изгнанию Готарза, который, отправившись в Гирканию, стал собирать войска из кочевых племён дахов — со всех восточных провинций Парфии, после чего выступил в поход против своего брата — царя Вардана, но был побеждён. Парфия встала на пороге очередной крупномасштабной междоусобной войны, и опасность со стороны знати, недовольной обоими братьями, заставила последних пойти на переговоры, в результате которых Готарзу были возвращены царские привилегии, и он получил в управление половину провинций Парфии. Но роль царя лишь половины империи не устраивала Готарза — он составил заговор против Вардана и убил его в 47 году, в результате чего получил полную власть в Парфии.

### Готарз II и Мехердат
Мнения относительно того, кто должен занять парфянский трон после убийства Вардана, разделились. Многие благосклонно относились к Готарзу, тогда как другие предпочитали Мехердата, сына Вонона I и внука Фраата IV, которого отправили заложником в Рим. Из-за общей неприязни к романизированным парфянам и, возможно, из-за того, что Готарз был рядом, его вновь признали в качестве царя Парфии. Но вскоре появились сообщения о его жестокостях и невоздержанности, и в 47 году в Рим была отправлена просьба в поддержку кандидатуры Мехердата. Клавдий отнёсся к ней благосклонно и приказал наместнику Сирии Гай Кассию Лонгину проводить нового претендента до Евфрата. В 49 году экспедиция отправилась в путь; у Зевгмы сделали привал, чтобы дождаться парфянских сторонников Мехердата. Кассий настаивал на немедленном наступлении, пока не остыл пыл приверженцев Мехердата, и глава великого рода Каренов отправил посланников с тем же советом. Пользуясь своим влиянием, Абгар V Эдесский убедил Мехердата идти через Армению, где он был задержан на какое-то время в столице этого арабского правителя. Преодолев много трудностей в снегах и горах Армении, Мехердат достиг равнины, где соединился с войсками под командованием главы рода Каренов. Переправившись через Тигр, они проследовали через Адиабену в Ниневию и Арбелу. Столкнувшись с такой армией, Изат Адиабенский не смог сделать ничего другого, как только заверить их в своей дружбе, которая, впрочем, оказалась недолгой. Повернув на юг, они встретили Готарза, который находился в достаточно сильной оборонительной позиции за рекой Корма (Адхаим?), однако, поскольку сил, чтобы решить исход дела в свою пользу, у него было недостаточно, Готарз искал повод оттянуть момент решающего сражения, пытаясь переманить на свою сторону войска противников. Это ему удалось: Мехердат, лишившись таким образом Изата и Абгара и боясь массового дезертирства, решил сражаться, не дожидаясь, пока его армия окончательно исчезнет. Итог битвы оставался неясным до тех пор, пока Карен, который разбил противостоявшие ему силы и преследовал их слишком далеко, не был встречен на обратном пути резервными отрядами Готарза и убит. Так как его армия была разбита, а её моральный дух сломлен, Мехердат доверился милости некоего Паррака, одного из вассалов своего отца. Этот человек предал его и выдал в цепях Готарзу, который отрезал ему уши для того чтобы он никогда больше не мог быть царём (увечный не имел прав на трон), но сохранил ему жизнь.
Вероятно, в память об этой победе Готарз около 50 года высек большой рельеф на скале в Бехистуне. На нём Готарз показан атакующим врага с пикой наперевес, в то время как над его головой парит крылатая Победа, венчающая голову царя венком. Сопроводительная надпись читается так: ΓΩΤΑΡΣΗΣ ΓΕΟΠΟΘΡΟΣ («Готарз, сын Гева»).
В 51 году Готарз то ли умер, по данным Тацита, от какой-то болезни, то ли пал, по данным Иосифа Флавия, жертвой заговора. Последняя выпущенная монета от имени Готарза II датируется июнем 51 года. Ему наследовал некий Вонон II, который был царём Мидии.
 Архивная копия от 19 июля 2013 на Wayback Machine